# Solenopsis pilosa
Solenopsis pilosa es una especie de hormiga del género Solenopsis, subfamilia Myrmicinae.